# 極楽寺 (名古屋市)
極楽寺（ごくらくじ）は愛知県名古屋市にある単立の寺院。山号は教報山、本尊は阿弥陀如来坐像で恵心僧都の作と伝わる。正式には教報山 一心院 極楽寺と称する。

## 歴史
元々は尾張国葉栗郡極楽寺村にあって、長承年間（1132年 - 1135年）良忍の創建と伝わり、当初は大念仏宗の寺であった。法然が滞在したこともあるとされるこの寺は、天文元年（1532年）8月に木曽川で発生した洪水によって流失。慶長年間に空朔教意によって再興され、慶長9年（1604年）の秋に現在地へ移された。文政2年（1819年）には「圓光大師安居遺跡の碑」が山門前に建立され、これは2020年現在も現存する。

### 近代
明治期には本堂の他、庫裏や書院、座敷や茶室、地蔵堂、鐘楼などがあり、清須越しとされる山門もあった。2020年現在では本堂以外の建物は無く、かつての境内地の多くは商業地などに利用されているほか、一部は市道になっている。2021年に浄土宗西山禅林寺派から単立寺院となった。